# Wełniczka białofioletowa
Wełniczka białofioletowa (Lachnella alboviolascens (Alb. & Schwein.) Fr.) – gatunek grzybów z rodziny Niaceae.

## Systematyka i nazewnictwo
Pozycja w klasyfikacji według Index Fungorum: Niaceae, Agaricales, Agaricomycetidae, Agaricomycetes, Agaricomycotina, Basidiomycota, Fungi.
Po raz pierwszy takson ten opisali w 1805 r. Johannes Baptista von Albertini i Lewis David von Schweinitz nadając mu nazwę Peziza alboviolascens. Obecną, uznaną przez Index Fungorum nazwę nadał mu Elias Fries w 1849 r.
Ma około 20 synonimów. Niektóre z nich:
- Cyphella alboviolascens (Alb. & Schwein.) P. Karst. 1870
- Cyphella pseudovillosa Henn. 1904
- Cyphellopsis alboviolascens (Alb. & Schwein.) Donk 1931

Franciszek Błoński w 1896 r. opisywał ten gatunek pod polską nazwą kielisznik bladofiołkowy, Władysław Wojewoda w 1999 r. podał nazwę wełniczka białofioletowa. 

## Morfologia
OwocnikGrzyb cyfelloidalny o owocniku w postaci miseczki mającej szerokość 1–2 mm i brzegu zawiniętym do wewnątrz. Jej zewnętrzna powierzchnia jest niebieskawo-fiołkowa i pokryta białawymi włoskami, czasem mającymi brązową podstawę. Trzonu brak.
Cechy mikroskopoweZarodniki elipsoidalne, gładkie, 10–15 × 7,5–12 μm. Cystyd brak. W strzępkach obecne sprzążki.

## Występowanie i siedlisko
Podano występowanie tego gatunku w Ameryce Północnej, Europie, Azji, Australii i na Nowej Zelandii. W Europie jest szeroko rozprzestrzeniony. Na Półwyspie Skandynawskim jest dość częsty, jednak ze względu na małe rozmiary rzadko zauważany. W. Wojewoda w zestawieniu wielkoowocnikowych grzybów podstawkowych Polski w 2003 r. przytacza 5 stanowisk.  Liczne i bardziej aktualne stanowiska podaje internetowy atlas grzybów. Znajduje się w nim na liście gatunków zagrożonych i wartych objęcia ochroną.
Grzyb saprotroficzny. Występuje w lasach, ogrodach botanicznych i parkach. Rozwija się na martwych, opadłych  lub wiszących na drzewie gałęziach drzew liściastych. W Polsce notowany na kasztanowcu pospolitym, jesionie, wiciokrzewie, bzie czarnym, lilaku, wiązie, winorośli, robinii, wierzbie, starych łodygach roślin zielnych, osłonkach orzechów laskowych, pniu topoli osiki.